# Pfunderer Berge
Die Pfunderer Berge sind eine Gebirgsgruppe in der italienischen Provinz Südtirol und bilden den südlichen Teil der Zillertaler Alpen. Begrenzt wird das Gebiet durch das Pfitschtal und Wipptal im Westen, das Eisacktal und Pustertal im Süden sowie das Tauferer Tal und Mühlwalder Tal im Osten. Im Norden lösen sich die Pfunderer Berge am Hohen Weißzint vom Zillertaler Hauptkamm bzw. Alpenhauptkamm und finden – getrennt durch die Obere Weißzintscharte – im Niederen Weißzint (3263 m) ihren ersten und gleichzeitig höchsten Gipfel. In anderen Systematiken wird der Niedere Weißzint freilich als Nebengipfel dem Hohen Weißzint bzw. Hauptkamm zugerechnet, wodurch dann die Wilde Kreuzspitze mit 3135 m Höhe als Hauptgipfel der Gebirgsgruppe betrachtet wird. 
Die Pfunderer Berge verzweigen sich wiederum selbst in mehrere nach Westen, Süden und Osten strebende Kämme, die insbesondere durch das namengebende Pfunderer Tal und das westlich parallel dazu verlaufende Valler Tal gegliedert werden. Der Kreuzspitzkamm nimmt an der Unteren Weißzintscharte seinen Anfang und streicht von dort zunächst in westliche, später südwestliche Richtung, wobei er das Pfitscher Tal südseitig bis zum Aufgehen im Wipptal begleitet. Der relativ kurze Plattspitzkamm löst sich an der Ebengrubenspitze (2990 m) vom Kreuzspitzkamm und verläuft südwärts zwischen dem Wipptal und dem Valler Tal. Der Wurmaulkamm zweigt ebenso vom Kreuzspitzkamm ab und trennt das Valler Tal vom Pfunderer Tal. Der lange Grubbachkamm beginnt im Norden am Eisbruggjoch nahe dem Hauptkamm und strebt zunächst zwischen dem Mühlwalder Tal und dem Pfunderer Tal gegen Süden, um in der Folge ostwärts abzubiegen, das Pustertal nordseitig zu begleiten und schließlich ins Tauferer Tal abzufallen. Gelegentlich wird auch der weiter nordöstlich zwischen Mühlwalder Tal und Weißenbachtal gelegene Mühlwalder Kamm (auch Schaflahnerkamm genannt) zu den Pfunderer Bergen gezählt, allerdings löst sich dieser am Turnerkamp direkt vom Zillertaler Hauptkamm und ist nicht mit den übrigen Pfunderer Gebirgszügen verbunden. 
An Schutzhäusern bestehen die Brixner Hütte, Edelrauthütte, Sterzinger Hütte und Tiefrastenhütte. Das Gebiet wird vom Pfunderer Höhenweg durchquert.

## Wichtige Gipfel
Einige bedeutende Gipfel der Pfunderer Berge sind (geordnet nach der Höhe):
| Gipfel             | Höhe          |
| ------------------ | ------------- |
| Niederer Weißzint  | 3263 m s.l.m. |
| Wilde Kreuzspitze  | 3135 m s.l.m. |
| Östliche Hochwart  | 3068 m s.l.m. |
| Grabspitze         | 3059 m s.l.m. |
| Westliche Hochwart | 3045 m s.l.m. |
| Wurmaulspitze      | 3022 m s.l.m. |
| Napfspitze         | 2888 m s.l.m. |
| Graunock           | 2827 m s.l.m. |
| Hochgrubbachspitze | 2809 m s.l.m. |
| Eidechsspitze      | 2738 m s.l.m. |
| Plattspitze        | 2669 m s.l.m. |
| Reisnock           | 2663 m s.l.m. |
| Gitschberg         | 2512 m s.l.m. |